# Illiassou Idi Mainassara
Idi Illiassou Mainassara est un homme politique nigérien. Il est depuis le 19 octobre 2016, le ministre de la Santé publique, de la Population et des Affaires sociales du Niger.

## Biographie
Idi Illiassou Mainassarra est médecin de formation, capacitaire en chirurgie de district, spécialiste en gestion des services de santé. Depuis le 19 octobre 2016, il occupe le poste de ministre de la Santé.